# Kernwaffentechnik

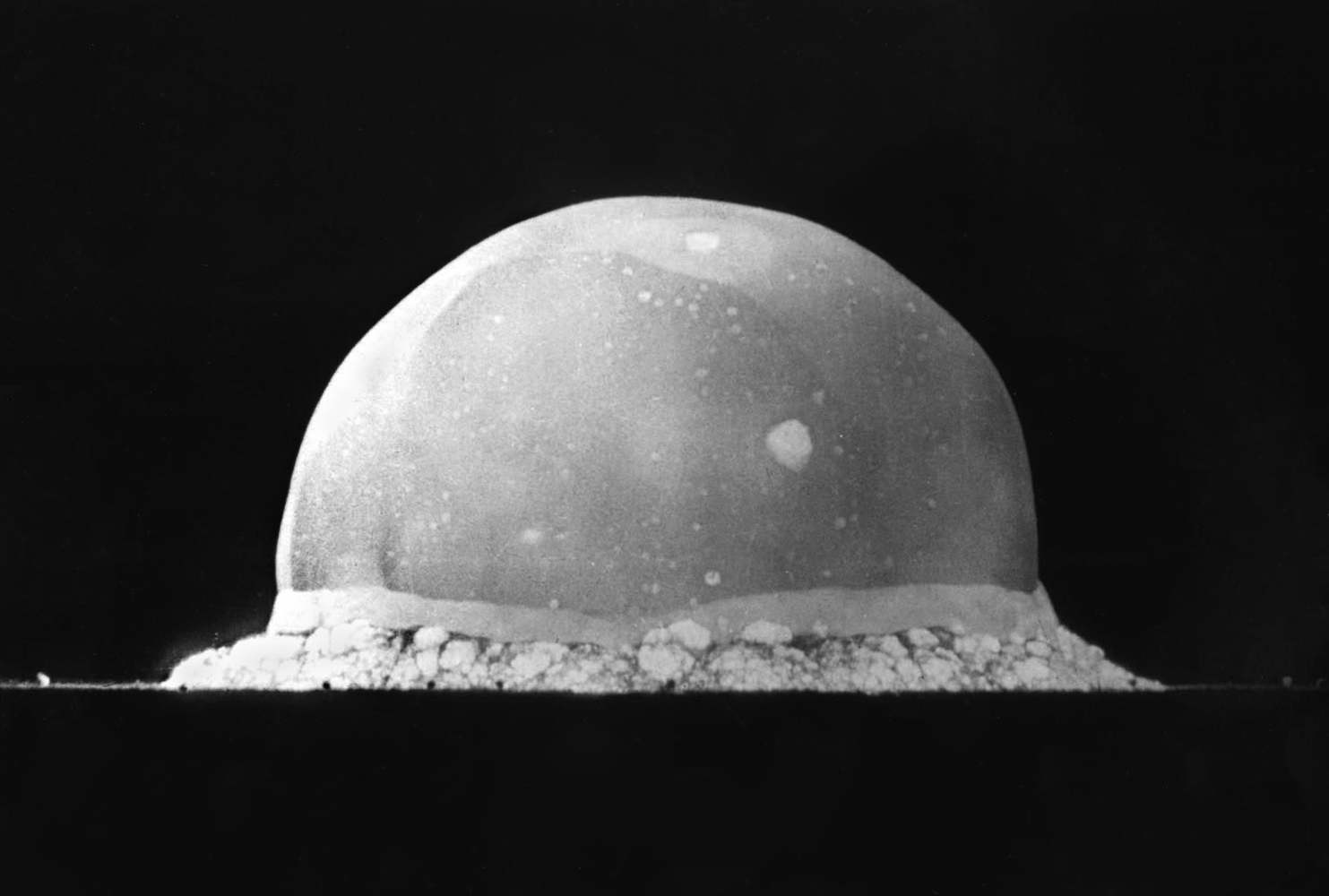
Feuerball der ersten Atombomben-Explosion Trinity, 16 ms nach der Zündung, 200 m hoch, ca. 300 m Durchmesser

Die Kernwaffentechnik beschäftigt sich mit Waffen, welche die Energie für eine Explosion aus Kernreaktionen – Kernspaltungen oder -verschmelzungen – beziehen. Die technische Entwicklung der Kernwaffen seit 1940 hat eine große Vielfalt unterschiedlicher Varianten hervorgebracht.
Geschichte, Klassifizierung und weitere nichttechnische Aspekte werden im Artikel Kernwaffe behandelt.

## Wirkungsweise
Während konventionelle Explosivstoffe ihre Energie aus der chemischen Umsetzung des Explosivstoffes beziehen, setzen Kernwaffen große Energiemengen in kürzerer Zeit aus Kernprozessen frei, die Temperaturen im Millionen-Kelvin-Bereich erreichen. Dadurch wird jeder Feststoff in unmittelbarer Nähe zu einem heißen Gas verdampft. Durch die Erwärmung der umgebenden Luft und durch die verdampfenden Feststoffe kommt es zu einer schlagartigen Volumenexpansion, was neben der abgegebenen Hitzestrahlung zu einer starken Druckwelle führt.
Sowohl Kernspaltung als auch Kernfusion erzielen ihren Energieumsatz aus der Differenz der Bindungsenergie der Nukleonen der beteiligten Atomkerne vor und nach der Kernreaktion. Während pro Kernfusion Energien von bis zu 14 MeV (vgl. Fusionsreaktor) und pro Kernspaltung sogar ca. 200 MeV (vgl. Spaltungswärme) freigesetzt werden, ergeben chemische Reaktionen nur Energie im Bereich einiger eV, im Falle von TNT ca. 38,6 eV (siehe Explosionskenngrößen) pro Molekül.

## Spaltungs-(Fissions-)Bombe
Eine klassische Kernspaltungsbombe (Atombombe) wird so konstruiert, dass zum beabsichtigten Zeitpunkt mehrere Teile des spaltbaren Materials, jeder für sich allein unterhalb der kritischen Masse, zusammengebracht werden und so die kritische Masse überschreiten. Gleichzeitig mit dem Erreichen der kritischen Masse beginnt eine Neutronenquelle Neutronen zu emittieren, welche die Spaltungskettenreaktion auslösen. Die Anzahl der durch Kernspaltungen (Kernfission) neu erzeugten Neutronen ist in Folge in jeder Spaltungsgeneration größer als die Anzahl der aus dem Material entkommenen und im Material ohne Spaltung absorbierten Neutronen, sodass die Kernreaktionsrate schnell ansteigt. Die kritische Masse kann durch Verwendung eines Neutronenreflektors verringert werden.
Die in Form sehr schneller Erhitzung freiwerdende Energie treibt den nuklearen Sprengstoff auseinander. Deshalb muss die zugrundeliegende Kettenreaktion sehr schnell möglichst das gesamte Spaltmaterial erfassen, da andernfalls nur ein kleiner Teil der möglichen Energie freigesetzt wird. Deshalb werden für Kernspaltungswaffen – anders als für Kernreaktoren zur zivilen Energiegewinnung – möglichst reine, leicht spaltbare Nuklide wie hoch angereichertes Uran oder fast reines 239Plutonium verwendet und bei der Konstruktion der rasche Eintritt der prompten Überkritikalität angestrebt.
Als Neutronenquelle wird oft Polonium-Beryllium verwendet, das sich zum richtigen Zeitpunkt vermischen muss. Bei diesem Gemisch reagieren Alphateilchen, die von Polonium emittiert werden, mit Beryllium.
Einer der chemischen Sprengstoffe, die zum schnellen Zusammenführen der unterkritischen Teilstücke benutzt wird, ist Octol. Er besteht aus HMX und TNT, die in einem Verhältnis von 7 zu 3 gemischt werden.

### Kanonenprinzip
Ein unterkritischer hohler Uranzylinder kann auf einen unterkritischen Urandorn geschossen werden, der im Inneren genau dieses Zylinders fehlt (Gun-Design; Kanonenprinzip). Der vervollständigte Zylinder überschreitet die notwendige kritische Masse und bringt die nukleare Kettenreaktion in Gang. Die Gesamt-Uranmenge ist in dieser Anordnung konstruktionsbedingt auf wenige Vielfache einer kritischen Masse beschränkt. Wegen der eher länglichen Bauart eignet sich das Kanonenprinzip für längliche Nuklearwaffen wie „Bunker Buster“ (siehe unten) und Atomgeschosse, die aus Rohrwaffen verschossen werden. Als chemischer Explosivstoff werden zum Beispiel Treibmittel für Artilleriegeschosse verwendet, etwa Kordit.
Die Uran-Bombe Little Boy, die über Hiroshima abgeworfen wurde, war nach dieser Bauweise konstruiert. Sie galt als so zuverlässig, dass auf eine vorausgehende Testzündung verzichtet wurde. Die Bombe enthielt 64 Kilogramm Uran, das auf 80 Prozent 235U-Anteil angereichert war. Die kritische Masse des Nuklearsprengkopfes wurde 25 Zentimeter oder 1,35 Millisekunden vor dem vollständigen Eindringen des Urandorns in den Uranzylinder erreicht, bei einer Endgeschwindigkeit von 300 m/s.

Bei anderen Konstruktionen hat der eigentliche Fissionssatz eine angenäherte Kugelform. Das Spaltstoffgeschoss wird auf ein starres Spaltstoffziel geschossen, oder zwei Geschosse werden gegeneinander geschossen. Ein zusätzlicher, starrer und mittig gesetzter dritter Spaltstoffteil oder eine implodierende Reaktionshilfe werden teilweise diskutiert.

Ein hoher Gehalt an ^{240}Pu führt beim Kanonenprinzip zu einer Frühzündung.

Das Kanonenprinzip eignet sich nicht für Plutonium, das im Reaktor eines herkömmlichen Kernkraftwerks erbrütet wurde. Dessen Gehalt an 240Pu (schlechter spaltbar und zugleich relativ stark spontan spaltend) würde beim Kanonenprinzip zu einer Frühzündung (fizzle) und somit zu einem Verpuffen führen. Sogenanntes Waffenplutonium, eigens in entsprechend betriebenen Reaktoren hergestellt, enthält dagegen nur sehr wenig 240Pu.

### Implosionsbombe

#### Prinzipielle Formgebung

Schematische Darstellung der Implosions-Methode

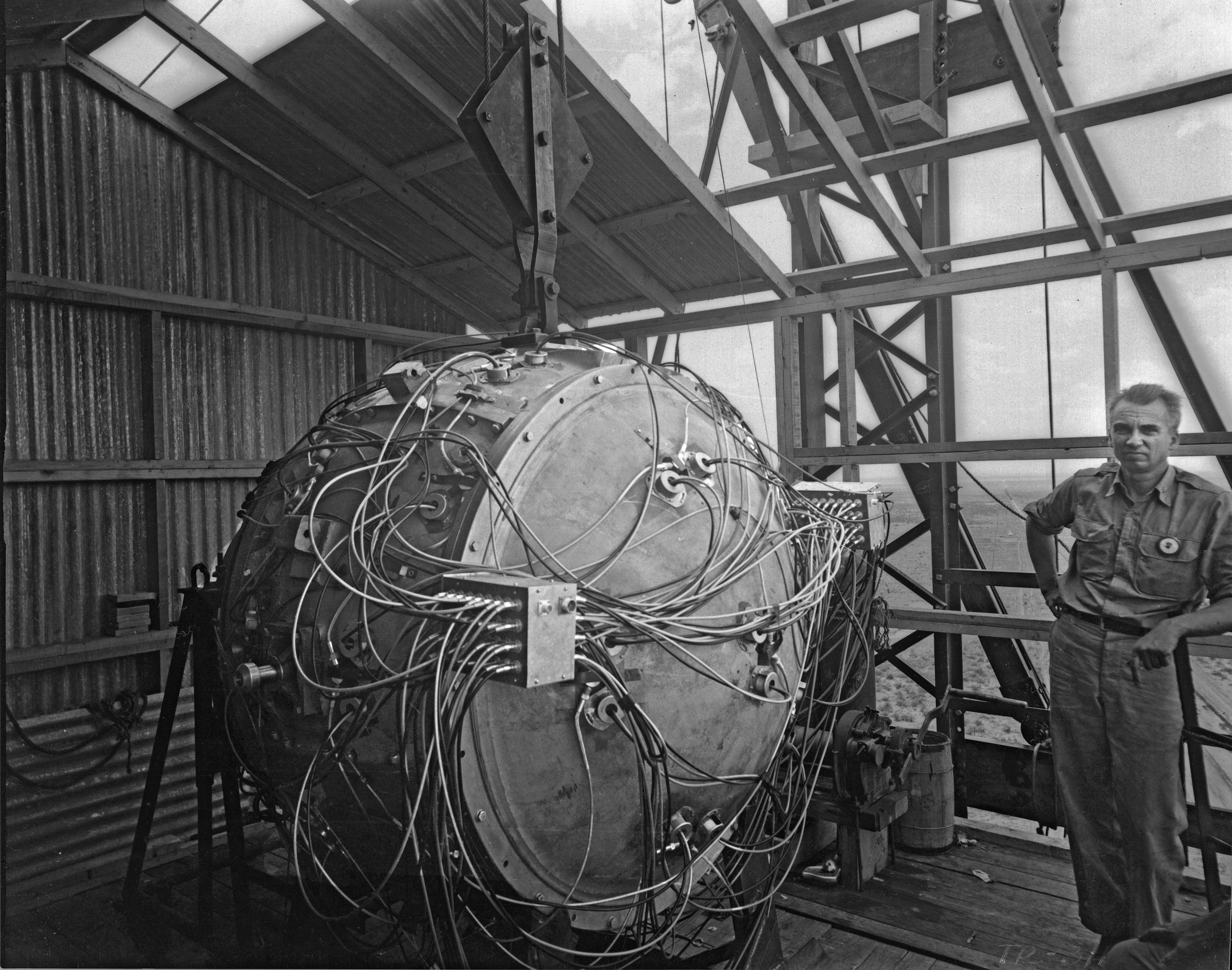
The Gadget – die erste gezündete Kernwaffe

Eine andere Bauweise zeigt die Implosionsbombe. Die über Nagasaki abgeworfene Bombe Fat Man war nach diesem Prinzip gebaut. Dabei befindet sich in der Mitte das spaltbare Material (etwa Plutonium, 235U oder eine Legierung beider Metalle) als nicht-kritische Masse, entweder als Voll- (unterkritische Masse) oder als Hohlkugel (unterkritisch bezüglich der Geometrie, da keine Vollkugel). Um das spaltbare Material herum befinden sich mehrere Schichten hochexplosiven Sprengstoffs, wie zum Beispiel TNT. Bei der Zündung richtet sich die Explosionsenergie ins Zentrum der Kugel und komprimiert das spaltbare Material so stark, dass die Masse kritisch wird. Die Implosionsbombe gilt als wirkungsvoller, weil sie schneller zündet als eine Bombe mit Kanonenprinzip und eine sehr große Menge spaltbaren Materials verwendet werden kann. Außerdem ist die Ausbeutung des atomaren Sprengstoffs höher, weil das Spaltmaterial während der Explosion zeitlich länger und in günstigerer Form zusammenbleibt.
Plutoniumwaffen sind aufgrund der höheren spontanen Spaltrate der verschiedenen Pu-Isotope und der dadurch hervorgerufenen vorzeitigen Zündung ausschließlich als Implosionswaffen denkbar. Die Bauweise selbst ist sprengstoff- und zündtechnisch gesehen wesentlich anspruchsvoller. Da sich die an der Entwicklung beteiligten Wissenschaftler im Gegensatz zur Uranbombe „Little Boy“ nicht gänzlich sicher waren, wurde die Implosionsanordnung vorab im Rahmen des „Trinity-Tests“ (New Mexico) erprobt.

#### Aufbau von Sprengstoffen um den Kern

32 polygonale Sprengstofflinsen um den Kern des Trinity Gadgets ergeben einen Ikosaederstumpf

Funktion einer Sprengstofflinse: und detonierende Sprengstoffe formen eine konvexe Detonationsfront zu einer konkaven. Für die Trinity-Bombe und Fat Man wurden Baratol und Composition B verwendet.

Sprengstofflinsen komprimieren eine Halbkugelschale.

Nur eine Hülle aus einem Sprengstoff um den Kern zu bauen, führte nicht zum gewünschten Ergebnis, da der Sprengstoff um den Zünder herum sphärisch divergierend detoniert. Man bräuchte dann eine sehr hohe Anzahl Zünder, um eine akzeptable Verdichtung zu erreichen und die Hohlkugel nicht zu einem Sichelmond oder Stern zu pressen.
Die Aufgabe lautete daher, mehrere sphärisch divergierende Detonationsfronten in eine einzige sphärisch konvergierende zu verwandeln. Hierzu verwendete man zwei Sprengstoffe mit unterschiedlichen Detonationsgeschwindigkeiten. Am Übergang der Sprengstoffe wird die Detonationsfront wie Licht an einer Linse gebrochen, weshalb im Englischen von einer explosive lens (Sprengstofflinse) gesprochen wird. Die Detonationsgeschwindigkeiten der Sprengstoffe sind dabei das Analogon zu den unterschiedlichen Ausbreitungsgeschwindigkeiten des Lichts in unterschiedlichen Medien. Um den gewünschten Effekt für eine Implosionsbombe zu erreichen, muss eine solche Linse ein Rotationsparaboloid aus langsam detonierendem Sprengstoff in der Mitte haben, umschlossen von einem schnell detonierendem Sprengstoff. Analog zur Optik ist der Brechungsindex der Linse größer, je mehr sich die Detonationsgeschwindigkeiten der verwendeten Sprengstoffe unterscheiden. Die Sprengstofflinsen sind polygonal, damit sie kugelförmig zusammengefügt werden können.
Die Anordnung im „Trinity Gadget“ bestand aus 32 Sprengstofflinsen; später wurden 40, 60, 72 und schließlich 92 Linsen verwendet. Die USA testeten Sprengstofflinsen in den RaLa-Experimenten von 1944 bis 1962. Moderne Sprengstofflinsen bestehen aus Polymer-gebundenen Sprengstoff.

Swan Device: Schnell detonierender umhüllt langsam detonierenden Sprengstoff.

Die als Swan Device bezeichnete Anordnung verwendet nur 2 Zünder, was die Synchronisation vereinfacht und damit die Zuverlässigkeit erhöht. Eine äußere Schicht schnell detonierenden Sprengstoffs hat dabei die Form zweier rotierenden logarithmischen Spiralen und umgibt dabei den inneren, langsam detonierenden Sprengstoff. Damit die Detonationsfronten sphärisch konvergieren, muss folgender Zusammenhang gelten: {\displaystyle \sin \alpha ={\frac {L}{S}}}. Dabei ist {\displaystyle \alpha } der Steigungswinkel der Spirale (siehe Formeln); L(angsam) und S(chnell) sind die Detonationgeschwindigkeiten der Sprengstoffe. In der nebenstehenden Abbildung ist {\displaystyle {\frac {L}{S}}={\frac {1}{2}}}. Eine Anordnung mit nur einem Zünder ist theoretisch ebenfalls möglich. Dazu müsste der Ausschnitt der Spirale 180° betragen.
Sprengköpfe vom Typ Swan kamen unter anderem in den Kernwaffentests Redwing Inca und Mohawk zum Einsatz. Später wurden sie im MADM-Sprengkopf XW-45 verwendet. Eine Konzeptstudie einer schwedischen Atombombe aus dem Jahr 1956 verwendete ein ähnliches Design.

#### Reflektor
Moderne Kernwaffen besitzen zwischen dem konventionellen, hochexplosiven Sprengstoff und dem eigentlichen Kernbrennstoff eine zusätzliche Schicht, meist aus Beryllium oder reinem Uran 238U (abgereichertes Uran). Diese Schicht reflektiert Neutronen (9Beryllium fungiert sogar als Neutronenemitter); früher wurde als Reflektor Wolframcarbid verwendet.
Damit kann entsprechend folgender Tabelle die kritische Masse verringert werden:
| Anteil 235U | Ohne Reflektor | Natururan (10 cm) | Beryllium (10 cm) |
| ----------- | -------------- | ----------------- | ----------------- |
| 93,5 %      | 48,0 kg        | 18,4 kg           | 14,1 kg           |
| 90,0 %      | 53,8 kg        | 20,8 kg           | 15,5 kg           |
| 80,0 %      | 68,0 kg        | 26,5 kg           | 19,3 kg           |
| 70,0 %      | 86,0 kg        | 33,0 kg           | 24,1 kg           |

Schematische Darstellung einer Kernspaltungsbombe nach dem Implosionsdesign mit Reflektor

Zum anderen verzögert diese Schicht besonders bei der Verwendung von Uran durch ihre Massenträgheit nach Beginn der Kettenreaktion die Expansion des Spaltmaterials. Das Spaltmaterial bleibt somit länger zusammen, die Kettenreaktion selbst wird durch die Neutronendichte heißer und die energetische Effizienz der Bombe nimmt zu.
Bei Verwendung von 238U als Mantel kann die Sprengkraft um 10 bis 20 Prozent gesteigert werden.

#### Dichteanpassung

Schematische Darstellung einer Kernspaltungsbombe nach dem Implosionsdesign mit Reflektor und Dichteanpassung

Eine weitere Schicht aus Aluminium zwischen Sprengstoff und Reflektor dient der besseren Stoßübertragung des konventionellen Sprengstoffs auf das Schwermetall. Da der Sprengstoff eine sehr viel geringere Dichte besitzt als Reflektor und Spaltstoff, wird ein Teil der Explosions-Schockwelle des konventionellen Sprengstoffs an der Übergangsfläche reflektiert. Dieser Teil der Energie dient nicht der Kompression des Spaltmaterials. Wird zwischen dem konventionellen Sprengstoff und dem Reflektor eine Schicht mittlerer Dichte wie Aluminium eingefügt, verbessert dies die Energieübertragung auf das Spaltmaterial und damit dessen Kompression.

#### Schwebender Kern
Moderne Implosionskonstruktionen verwenden Anordnungen, bei denen der Spaltstoff in eine Schale und eine Hohlkugel aufgeteilt wird. Der Zwischenraum ist mit Gas gefüllt. Um die Hohlkugel im Zentrum der Schale zu halten, werden meist sechs Aluminiumbolzen als Abstandshalter montiert. Diese Bauart hat den Vorteil, dass die gesamte Hohlkugel nicht auf einmal zusammengedrückt werden muss. Stattdessen wird zunächst nur die geringe Masse der Schale beschleunigt. Sie erhält eine hohe kinetische Energie und prallt mit hoher Geschwindigkeit auf die Hohlkugel. Die Vervollständigung der kritischen Masse erfolgt anschließend in einer sehr kurzen Zeit; es muss lediglich die Hohlkugel unter dem Druck der beschleunigten Schale implodieren. Dieses Design kennt eine Vielzahl unterschiedlicher Varianten. So kann der Luftspalt auch zwischen Reflektor und Spaltmaterial angeordnet sein. Die innere Kugel kann als Hohlkugel oder aus Vollmaterial ausgeführt sein. Möglicherweise gibt es Konstruktionen mit zwei Zwischenräumen. Die Aluminiumbolzen können durch Schaum (Polyurethanschaum, Schaumpolystyrol oder ähnliche Materialien) ersetzt werden.

Schematische Darstellung einer Kernspaltungsbombe nach dem Implosionsdesign mit schwebendem Kern

Nebenstehendes Bild zeigt die wesentlichen Merkmale einer modernen Gestaltung, das Dichteanpassung, Reflektor und einen schwebend aufgehängten Kern besitzt. Solche Konstruktionen bedürfen zur genauen Bestimmung optimaler Parameter komplexer mathematischer Berechnungen, die nur mit speziellen Computerprogrammen durchgeführt werden können. Die Berechnungsverfahren und -ergebnisse sowie die verwendeten Programme werden von den Rüstungsbehörden als geheim eingestuft und nur in den wenigsten Fällen werden Einzelheiten veröffentlicht – die bekanntgewordenen Zahlenwerte dürfen daher angezweifelt werden. Dies ist auch der Grund, warum in der Vergangenheit Hochleistungsrechner mit Exportbeschränkungen (zum Beispiel seitens der USA) belegt wurden. Die grundsätzliche Bauweise moderner Nuklearwaffen mit den dargestellten Merkmalen ist jedoch plausibel und wurde von unterschiedlichen Quellen bestätigt.
Die Bauweise wird dem deutschen Atomspion Klaus Fuchs zugeordnet. Sie diente, neben oben aufgeführten Vorteilen während der späteren Explosion, der Entnahme und Zugabe des eigentlichen Spaltstoffes. In einigen britischen wie amerikanischen Bombenkonstruktionen wurde der eigentliche Spaltstoff so außerhalb der Bombe gelagert, dass bei einem subkritischen Unfall nichts davon ins Freie gelangt wäre. Die Waffen- und Transportsicherheit war bei diesen Waffen folglich weiter verbessert.

#### Beispiele
Die größte jemals gezündete reine Kernspaltungsbombe (Fissionswaffe) wurde vom Vereinigten Königreich mit einer Sprengkraft von 720 kT gebaut (Orange Herald), die zweitgrößte von den Vereinigten Staaten (500 kT, siehe Ivy King). Sie funktionierten nach dem Implosionsdesign und hatten Uran als Kernsprengstoff.
Frankreich baute und stationierte von 1966 bis 1980 mit dem Sprengkopf MR-31 die größten bisher gebauten Plutoniumbomben mit einer Sprengkraft von rund 120 kT.
Die bekannteste Nuklearwaffe nach dem Implosionsdesign ist sicherlich die auf Nagasaki abgeworfene Bombe Fat Man, während die Uranbombe Little Boy nach dem Kanonenprinzip (Gun-Design) funktionierte.

### Zündung

#### Grundsätzliches
Entscheidend ist bei allen Konstruktionsprinzipien, dass die Kettenreaktion nur solange stattfindet, wie die Anordnung überkritisch ist. Damit möglichst viele Kernspaltungen stattfinden, soll sie möglichst lange überkritisch gehalten werden. Sobald sich infolge einer größeren Zahl von Kernspaltungen genügend Energie gebildet hat, verdampft der Spaltstoff, expandiert und die Kettenreaktion bricht ab. Es kommt somit auf den Zündzeitpunkt an, um das Spaltmaterial optimal auszunutzen.
Die Kanonenrohranordnung wird kritisch, wenn sich die beiden unterkritischen Uranhälften auf einen bestimmten Abstand angenähert haben, dem Zeitpunkt der ersten Kritikalität (Übergang in den überkritischen Zustand). Bei der Implosionsanordnung erfolgt zusätzlich eine Verdichtung des Materials. Bei weiterer Annäherung der Hälften im Fall der Kanonenrohranordnung, beziehungsweise Verdichtung im Fall der Implosionsanordnung, wird die Anordnung überkritisch. Auch ohne Kettenreaktion würde die Anordnung nur aufgrund der eigenen Trägheit der konventionell beschleunigten Massen schließlich wieder expandieren. Die Kettenreaktion bricht ab, wenn die Anordnung unterkritisch wird (Zeitpunkt der zweiten Kritikalität). Die Expansion wird beschleunigt, wenn das Spaltmaterial verdampft. Dies ist der Fall, wenn zusätzliche Energie aus Kernspaltungen frei wird, aber erst dann, wenn sie einen gewissen Wert überschreitet, der als Bethe-Tait-Energie bezeichnet wird. Wenn diese Mindestenergie erreicht ist, beschleunigt sich die Expansion des Kernbrennstoffes und die Anordnung wird dadurch schneller wieder unterkritisch. Bis zu diesem Zeitpunkt haben bereits viele Generationen der Kettenreaktion stattgefunden. Auch während der Expansion läuft die Kettenreaktion weiter, und zwar so lange, bis der Zeitpunkt der zweiten Kritikalität (Übergang in den unterkritischen Zustand) erreicht ist. Die meiste Energie wird während der letzten wenigen Neutronengenerationen freigesetzt.
Je größer die Überkritikalität, desto länger dauert die Phase zwischen Erreichen der Bethe-Tait-Energie und Erreichen des zweiten Kritikalitätspunktes, und desto mehr Kernspaltungen können noch stattfinden.
Um eine optimale Ausnutzung des Brennstoffs zu erreichen, sollte der Beginn der Kettenreaktion deshalb so gelegt werden, dass Bethe-Tait-Energie und maximale Überkritikalität zugleich erreicht werden. Wird die Bethe-Tait-Energie jedoch früher erreicht, würden weniger Neutronen gebildet und nur kleinere Mengen des Kernbrennstoffs umgesetzt.
Der ungünstigste Fall wäre ein Einsetzen der Kettenreaktion zum Zeitpunkt der ersten Kritikalität, da dann der Zeitpunkt der Bethe-Tait-Energie schon vor der maximalen Überkritikalität erreicht wird und die Anordnung vorzeitig expandiert. Falls zu diesem Zeitpunkt die Anordnung nur schwach überkritisch ist, würde die Sprengenergie einer solchen Bombe kaum über die des verwendeten chemischen Zündsprengstoffs hinausgehen. Falls sie stark überkritisch ist, vergeht trotzdem noch einige Zeit, bis zu der sie wieder unterkritisch wird. In dieser Zeit können noch so viele Kernspaltungen stattfinden, dass die freigesetzte Energie die des chemischen Zündsprengstoffs um ein Vielfaches übersteigt. Zunächst setzt sich noch der Anstieg der Überkritikalität solange fort, bis die Bethe-Tait-Energie erreicht ist. In der darauffolgenden beschleunigten Expansion finden weitere Kernspaltungen statt.
So hätte laut Robert Oppenheimer die erste Explosion einer auf Plutonium beruhenden Implosionsbombe (16. Juli 1945, Test in New Mexico) auch im ungünstigsten Fall eine Explosionsenergie gehabt, die immerhin kaum unter 1000 Tonnen TNT gelegen hätte.
Eine Zündung vor dem optimalen Zeitpunkt wird als Frühzündung, eine Zündung nach dem optimalen Zeitpunkt als Spätzündung bezeichnet. Um den optimalen Zündzeitpunkt zu erhalten, verlässt man sich nicht auf die Neutronen aus der spontanen Spaltung, sondern startet im richtigen Augenblick einen speziellen Neutronengenerator.

#### Frühzündung
Nachdem die kritische Masse erreicht ist, muss die Bombe durch initiale Neutronen gezündet werden. Diese können durch spontanen Kernzerfall aus dem Spaltmaterial selbst stammen oder durch eine zusätzliche Neutronenquelle zugeführt werden. In hochangereichertem 235U zerfallen zwar pro Sekunde und Kilogramm rund 80 Millionen Atomkerne unter Aussendung von Alpha-Teilchen, es werden jedoch statistisch nur etwa zwei Neutronen pro Sekunde und Kilogramm generiert. In den 64 kg der Hiroshimabombe wurden somit zwischen dem Kritikalitätspunkt und dem vollständigen Zusammenfügen (1,38 ms) statistisch betrachtet 0,17 Neutronen frei.
Für die Hiroshimabombe wurde 1945 eine Wahrscheinlichkeit von 12 Prozent für eine Frühzündung angegeben, entsprechend der Wahrscheinlichkeit für ein anfängliches Neutron innerhalb der oben angegebenen 1,38 ms. Um eine Frühzündung von Bomben nach dem Gun-Design zu verhindern, muss das Nuklearbombendesign frei von sonstigen Neutronen-Emittern sein. So ist 238U (mit 20 Neutronen pro Kilogramm und Sekunde) in der Umhüllung zu vermeiden; auch im selben Zielgebiet bereits explodierte Nuklearwaffen und deren Neutronenreststrahlung können einen Einsatz einer solchen Atombombe vereiteln.
Das Kanonenrohrprinzip wird in den heutigen Arsenalen nicht mehr verwendet. Die Sprengköpfe wären viel zu schwer für die modernen Trägersysteme. Südafrika hatte sechs Waffen nach dem Kanonenrohrprinzip gebaut, aber nach der Wende seiner Politik Anfang der 1990er Jahre wieder verschrottet. Es ist das erste Land, das Kernwaffen vollständig abgerüstet hat.
Im Gegensatz zu Uran ist bei Plutonium die Neutronenproduktion wegen des unvermeidbaren Anteils von 240Pu hoch. Das Zusammenfügen der einzelnen Spaltstoffkomponenten bei einer Kanonenrohranordnung erfolgt so langsam (in der Größenordnung von Millisekunden), dass die Kettenreaktion gleich bei der ersten Kritikalität einsetzen würde. Beim Erreichen des Bethe-Tait-Zeitpunktes wäre sie kaum überkritisch und es käme nur zu einer Verpuffung. Die Kanonenrohranordnung funktioniert daher nur mit hochangereichertem Uran, das einen geringen Neutronenhintergrund hat, nicht jedoch mit Plutonium.
Bei der Implosionsanordnung erfolgt die Kompaktierung dagegen viel schneller, in der Größenordnung von Mikrosekunden. Sie ist daher auch für Plutonium geeignet. Je nach Reinheitsgrad des Plutoniums entstehen zwischen ungefähr 50.000 (waffengrädiges Plutonium) und 500.000 (Reaktorplutonium) Neutronen pro Sekunde infolge spontaner Zerfälle.
Da 240Pu durch Neutroneneinfang aus 239Pu gebildet wird, das seinerseits durch Neutroneneinfang aus 238U entsteht, ist der Anteil an 240Pu umso größer, je höher der Abbrand des Kernbrennstoffes ist. Reaktoren, die waffenfähiges Plutonium herstellen sollen, werden deshalb mit geringem Abbrand betrieben. In Kernkraftwerken wird aus Gründen der Wirtschaftlichkeit mit einem hohen Abbrand gearbeitet. Dennoch ist auch in Kernkraftwerken erzeugtes Plutonium eingeschränkt für den Bau von Nuklearwaffen geeignet. Die Wahrscheinlichkeit von Frühzündungen ist zwar größer, aber auch die geringere Sprengenergie übersteigt bei weitem die von konventionellen Waffen. Technische Probleme bereiten allerdings die erhöhte Radioaktivität und die Erwärmung infolge des radioaktiven Zerfalls.

#### Spätzündung und Neutronenquelle
Neben der Frühzündung kann eine Nuklearwaffe nach dem Gun-Design auch vergleichsweise spät zünden, wenn – rein statistisch – das initiale Neutron spät die Kettenreaktion auslöst. Immerhin war die Wahrscheinlichkeit für die Hiroshimabombe, dann erst nach 200 ms zu zünden, bei 0,15 Prozent. Wird eine Atombombe mit hoher Geschwindigkeit auf ihr Ziel geschossen, kann diese Verzögerung den gewünschten Explosionsort und die projektierte freigesetzte Energie erheblich verändern. Deshalb wurden Nuklearwaffen mit Neutronenquellen ausgestattet, die zeitgenau mit einer größeren Neutronenmenge die Kettenreaktion starten, sobald die kritische Masse gebildet wurde.
Auch die Uranbombe von Hiroshima hatte in der Planung eine derartige Neutronenquelle als Bombenzünder. Ob sie letztlich eingebaut wurde, konnte nicht ermittelt werden, die natürliche Radioaktivität des Spaltmaterials hätte vermutlich auch zur Explosion ausgereicht.
Die Neutronenquelle bestand aus zwei Komponenten, Beryllium und 210Polonium, räumlich voneinander getrennt untergebracht. Die beiden Stoffe wurden beim Aufprall des Uranprojektils zusammengeführt, die Neutronenproduktion startete. Ähnliche Zweikomponentenquellen fanden sich später im Kern der frühen Implosionsbomben, getrennt durch eine dünne, bei der Implosion zerreißende Membran. Bei modernen Waffen wird stattdessen eine externe Quelle benutzt.

### Effizienz, Größe, Sicherheit und Waffengewicht
Das Verhältnis von gespaltenem Nuklearsprengstoff zu dem gesamten Nuklearsprengstoff wird als Effizienz bezeichnet.
Die Spaltung von 50 g 235U setzt die Explosionsstärke von 1 kTTNT (4 Terajoule) frei. Bei der Hiroshima-Bombe wurden somit rund 650 g 235U gespalten, nur ein kleiner Bruchteil der insgesamt 64 kg Uran. Der übrige Nuklearsprengstoff wird in der Atmosphäre freigesetzt und bildet zusammen mit den Spaltprodukten und der durch Neutronen erzeugten „sekundären“ Radioaktivität den Fallout.
Fissionsbomben enthalten also mehr als die zu spaltende kritische Masse, um eine ausreichende, gewünschte Explosionsenergie zu erzeugen. Bei einer Masse unmittelbar oberhalb der kritischen Masse würde sich eine marginale Explosionsstärke ergeben, bei einer 1,05-fachen Masse kann mit einer Sprengkraft von etwa 100 tTNT gerechnet werden.
Beim einfachen Kanonenrohrprinzip liegt die maximale mögliche Masse etwas unterhalb der bei zwei Teilen doppelten (bei drei Teilen dreifachen) kritischen Masse. Beide Hälften der kritischen Masse müssen vor der Explosion unterkritisch bleiben, um Strahlungsunfälle und eine vorzeitige subkritische Explosion, eine sogenannte Verpuffung, zu verhindern. Die maximale Größe reiner Fissionsbomben nach dem einfachen Kanonenprinzip (Uranbomben) ist folglich durch die maximale subkritische Masse von zwei beziehungsweise drei Spaltstoffteilen begrenzt.
Es könnten auch mehr als drei Kanonenrohre kombiniert werden, um entsprechend mehr Ladungsteile aufeinander zu schießen. Das ist jedoch mit erheblich erhöhtem Aufwand für die gleichzeitige Zündung der Treibsätze und anderen Synchronisationsproblemen verbunden, da die Vereinigung aller Ladungsteile sehr genau erfolgen muss, um zur Erhöhung der Sprengkraft tatsächlich beizutragen.
Beim Implosionsprinzip wird das Spaltmaterial zusätzlich verdichtet. Dadurch reduziert sich die kritische Masse und damit sind höhere Überkritikalitäten und bessere Effizienzen möglich. Zudem ist die kugelförmige Anordnung geometrisch optimiert. Aber auch hier sind Grenzen gesetzt, da mit Hilfe chemischer Sprengstoffe nicht beliebig verdichtet werden kann und die Masse vorher unterkritisch sein muss. Außerdem ist es „sprengtechnisch“ eine anspruchsvolle Aufgabe, die Verdichtung möglichst kugelförmig durchzuführen. Neben der Kugelform sind Hohlzylinder und weitere Formgebungen technisch bekannt.
Darin liegt letztlich ein erheblicher Sicherheitsvorteil des Implosionsprinzips. Um eine Kernexplosion auszulösen, muss der chemische Zündsprengstoff auf seiner Außenhülle an einer Vielzahl von Stellen zeitlich definiert gezündet werden, damit die Explosionsfront von außen nach innen auf die Kernladung zuläuft, um diese zusammenzupressen. Wenn durch einen Unfall der Sprengsatz nur an einer Stelle gezündet wird, findet allein die chemische Explosion und eine Kontamination der Umwelt durch das dann freigesetzte Spaltmaterial statt.
Da die Explosionsfront sich vom Zündungspunkt normalerweise konvex entfernt, wird oft durch Schichten verschiedener Sprengstoffe mit unterschiedlicher Explosionsgeschwindigkeit die Explosionsfront so geformt, dass die gewünschte Verdichtung des Spaltmaterials zustande kommt. Während frühere Systeme auf der gleichzeitigen Zündung an allen vorgesehenen Punkten basierten, werden bei modernen Systemen gezielte Abweichungen eingebaut, die durch leicht unterschiedliche Zeitpunkte der Zündung der einzelnen Zünder ausgeglichen werden müssen. Diese Zeitpunktdifferenzen werden erst durch entsprechende Codes in die Waffenelektronik eingebracht, wenn der Einsatz autorisiert ist (sogenannte „Permissive Action Link“). Dadurch sind Risiken aus Diebstahl oder Verlust eines Sprengkopfes oder befehlswidrigem Waffeneinsatz erheblich vermindert, da der Versuch einer missbräuchlichen Zündung erfolglos bleibt.
Die maximale Größe einer Waffe ist weiter durch die praktische Handhabung und Handhabungssicherheit bestimmt. In der Praxis werden bei Fissionswaffen und Wasserstoffbombenzündern Booster eingesetzt, kleine Fusionsmaterialmengen innerhalb der kritischen Fissionsmasse. Die bei der Fusion freiwerdenden Neutronen bewirken eine „heißere“ Explosion, die Effizienz der Waffe wird also durch bessere Ausnutzung des Spaltstoffs gesteigert. Noch höhere Explosionsenergien werden mit mehrstufigen Waffen, etwa den Wasserstoffbomben, erreicht.
Bei den meisten modernen Kernwaffen ist die Sprengkraft einstellbar, um sie für den jeweiligen Einsatz anzupassen.

### 238U-Fission durch einen238U-Reflektor bzw. -Mantel
Neben dem eigentlichen Spaltmaterial kann zusätzlich ein Reflektor aus preiswertem Natururan oder abgereichertem Uran (238U) verwendet werden. Dieses Material wird ebenfalls durch die Neutronen aus dem Kernprozess gespalten und setzt Energie frei. Freigesetzte Neutronen heizen zudem den primären Fissionsprozess ähnlich einem Booster weiter an. Die Effizienz des 238U im Reflektor oder Bombenmantel liegt unter der eigentlich in der Bombe eingesetzten kritischen Masse.
Bei einer der stärksten reinen Fissionsbomben der Amerikaner (Ivy King) wurden durch Implosion von 235U rund 425 kT Energie freigesetzt und zusätzlich 75 kT durch das zum Teil gespaltene 238U aus der Hülle. Eine Leistungssteigerung durch 238U im Reflektor ist nur bei Bomben nach dem Implosionsdesign möglich, da das 238U durch spontane Spaltung sehr viele Neutronen freisetzt und deshalb beim Gun-Design mit einer hohen Wahrscheinlichkeit zu einer Frühzündung führen würde.
Wird eine kleine Atombombe mit 235U als Spaltstoff konzipiert (zum Beispiel ein „Bunker Buster“ nach dem Gun-Design), so ergibt sich das theoretische Problem, dass das 235U bei der Explosion im Feindgebiet nicht komplett umgesetzt wird, und daher zum Bau einer weiteren Atombombe zur Verfügung steht. Um dies zu verhindern, kann einer solchen Nuklearwaffe ein Mantel oder Ballast aus 238U mitgegeben werden. Bei der Atomexplosion werden beide Urane vermischt, und so der Reinheitsgrad reduziert. Zur Vermeidung einer Frühzündung muss das 238U räumlich getrennt vom Sprengsatz montiert sein.
Bomben mit einem Mantel aus 238U zählen (bei Einsatz eines Boosters oder einer Wasserstoffbombe) zu den dreistufigen Waffen und damit aufgrund der großen Menge an freigesetzten Spaltstoffen zu den sogenannten „schmutzigen“ Bomben.

## Wasserstoffbombe

Kernwaffentest Castle Bravo im Zeitraffer

Bei Kernfusionswaffen (Wasserstoffbomben) dient ein herkömmlicher Atomsprengsatz (Fissionssprengsatz) dazu, die Kernverschmelzung der Wasserstoffisotope Deuterium und Tritium herbeizuführen.

### Das erste, nicht realisierbare Design

Schematische Darstellung einer Wasserstoffbombe nach dem Classical-Super-Design

Bei der im US-amerikanischen Sprachgebrauch als Super und später als Classical Super bezeichneten Grundüberlegung zur Wasserstoffbombe wird neben oder um einen als Zünder fungierenden Fissionssprengsatz eine große Menge der Wasserstoffisotope Tritium oder Deuterium angeordnet. Die Explosion des Fissionssprengsatzes soll den Wasserstoff auf Zündtemperatur erhitzen, sodass der Fusionssprengstoff zündet. Die fiktive Konfiguration wurde aufgrund der geometrischen Erscheinung als „alarm clock design“ bezeichnet.
Diese Anordnung würde mit reinem Deuterium nicht funktionieren, denn die Energie der Fissionsbombe entsteht zum größten Teil als thermische Röntgenstrahlung, die das Deuterium durchdringt. Für die Deuterium-Tritium-Reaktion würde die Temperatur ausreichen, allerdings ist Tritium vergleichsweise teuer – statt einer Wasserstoffbombe dieses Typs hätte bei geringeren Kosten eine sehr große Fissionsbombe gebaut werden können.
Ein weiteres Problem des Classical Super ist die geringe Dichte des Brennstoffs, denn die Wasserstoffisotope sind bei Normalbedingungen gasförmig. Bevor genügend Brennstoff umgesetzt wäre, hätte die Explosion des primären Fissionssprengsatzes alles auseinandergetrieben.
Das Design einer „Fusionsmasse“ aus Deuterium und Tritium neben oder um einen Fissionskern ist deshalb ungeeignet, eine Bombe dieses Typs wurde nie gebaut. Dennoch wird ein ähnliches Design für die Neutronenbombe verwendet, da dort nur eine sehr kleine Menge Tritium-Deuterium benötigt wird und deshalb die Kosten klein bleiben.

### Teller-Ulam-Design

Schematische Darstellung einer Wasserstoffbombe nach dem Teller-Ulam-Design:
A – primärer Kernspaltungssprengsatz
B – sekundärer Fusionssprengsatz
1 – chemischer Sprengstoff
2 – ^{238}U-Mantel
3 – Hohlraum
4 – in Plutonium- oder Urankugel eingeschlossenes Tritiumgas
5 – Polystyrol
6 – ^{238}U-Mantel
7 – Lithium-6-deuterid
8 – Plutonium
9 – reflektierender Mantel

Darstellung der einzelnen Explosionsschritte einer Teller-Ulam-Bombe:
A – Bombe vor der Zündung; oben die primäre Kernspaltungsbombe; unten die sekundäre Fusionsladung; beides eingebettet in Polystyrolschaum.
B – Der konventionelle Sprengstoff komprimiert den Plutoniumkern zu einer überkritischen Masse und leitet so eine Kernspaltungsreaktion ein.
C – Die Kernspaltungsbombe emittiert Röntgenstrahlung, die an der Innenseite des Gehäuses reflektiert wird. Dadurch wird das Polystyrol thermalisiert. Nicht dargestellt: Das Gehäuse wird aufgrund der Impulserhaltung nach außen gedrückt.
D – Der Polystyrolschaum wird in Plasma verwandelt und komprimiert zusammen mit dem Strahlungsdruck der Gamma- und Röntgenstrahlung und der durch sie erzeugten Ablation die Fusionsstufe. Im Plutoniumstab läuft die Kernspaltungs-Kettenreaktion ab.
E – Durch die Kompression und Erhitzung beginnt das Lithium-6-deuterid zu fusionieren. In der 2. Stufe spaltet die Neutronenstrahlung das ^{238}U. Es beginnt sich ein Feuerball zu bilden.

Beim Teller-Ulam-Design, benannt nach Edward Teller und Stanisław Ulam, werden die Schwierigkeiten der Classical Super gelöst. Die Lösung, auf sowjetischer Seite von Andrei Dmitrijewitsch Sacharow gefunden, wurde auch als „Sacharows dritte Idee“ bekannt. Bei der unabhängigen Entwicklung in Frankreich wird Michel Carayol die Idee zugeschrieben, für Großbritannien ist die Frage der Urheber weniger klar (siehe John Clive Ward).
Der primäre Fissionssprengsatz und der sekundäre Fusionssprengsatz befinden sich in einem mit Schaumstoff (meist aufgeschäumtes Polystyrol) gefüllten Gehäuse. Die Strahlung des Fissionssprengsatzes wird von der Gehäusewand absorbiert und lässt dort eine dünne Schicht hoch ionisierten Plasmas entstehen, die nicht nur die Primärstrahlung noch effizienter absorbiert, sondern ihrerseits im Röntgenbereich strahlt. Gleiches geschieht mit der äußeren Oberfläche des sekundären Sprengsatzes. Der Strahlungsaustausch zwischen den drei Oberflächen – das dünne aus dem Schaumstoff gebildete Plasma absorbiert kaum – ist proportional zu T4 und gleicht deshalb Temperaturunterschiede rasch aus; man sagt, der (auch im Englischen so genannte) „Hohlraum“ thermalisiert.
Nun breitet sich nicht nur das Plasma der Fissionsstufe aus, sondern auch die oberflächlichen Plasmaschichten. Deren immenser Druck bewirkt eine nach innen gerichtete Stoßfront, hinter der das Material ebenfalls in den Plasmazustand übergeht und sich nach innen bewegt. Dies bezeichnet man auch als Strahlungsimplosion (radiation implosion).
Die Geometrie des Sekundärteils ist kugelförmig oder zylindrisch, damit die Stoßwelle konzentrisch auf einen Punkt bzw. eine Gerade zusammenläuft. Dort entstehen dann extreme Bedingungen (Druck und Temperatur), die die zweite Stufe der Bombe, die Fusion, zünden. Die bei der Deuteriumfusion entstehenden hochenergetischen Alphateilchen erhöhen die Temperatur weiter, sodass die Kernreaktion sich wie eine Flammenfront nach außen fortpflanzt.
Zentral innerhalb des Sekundärteils befindet sich meist ein als „Spark Plug“ (engl. für Zündkerze) bezeichneter Hohlzylinder oder Kugelkern aus Plutonium oder angereichertem Uran, der durch die Kompression ebenfalls und gleichzeitig in einen überkritischen Zustand gebracht wird. Die Fission dient als zusätzliche Zündquelle und Regulator der zweiten Stufe, die Effizienz und Gleichmäßigkeit der Explosion wird gesteigert. Mit dem Einbau von strahlungsverstärkendem Material auf den Oberflächen des Hohlraums kann die Konfiguration weiter verkleinert werden.
Ein ähnliches Fusions-Implosions-Prinzip verfolgt auch die Trägheitsfusion (ICF – Inertial Confinement Fusion).

#### Fusionssprengstoff
Als Fusionssprengsatz in der ersten und einzigen Bombe, die reines Deuterium verwendete (Ivy Mike), wurde tiefgekühltes flüssiges Deuterium verwendet. Für militärische Atombomben ist dies ungeeignet, da der Kühlaufwand sehr groß und damit sehr teuer ist. Daneben ist die Hochdrucklagerung des Deuteriumgases bei Normaltemperatur schwer und voluminös und daher ebenfalls für Nuklearwaffen ungeeignet. Dieselben Überlegungen gelten für ein Gemisch aus Deuterium und Tritium. Außerdem ist Tritium instabil mit einer Halbwertszeit von 12,3 Jahren und muss daher regelmäßig ausgewechselt werden. Zur Produktion von Tritium in Kernreaktoren werden darüber hinaus Neutronen benötigt, mit denen auch Plutonium aus Uran erbrütet werden könnte, das eine höhere Energieausbeute hat.
Aus diesen Gründen wird inzwischen das Deuterium in chemisch gebundener Form in einem Feststoff verwendet, der unter Neutronenbestrahlung auch das nötige Tritium erzeugt. Von allen festen Wasserstoffverbindungen erwies sich das bei Normaltemperatur feste Lithiumdeuterid (LiD) als beste Lösung. Es enthält pro Volumeneinheit mehr Deuterium als flüssiges Deuterium und gleichzeitig mehr als 20 Prozent Massenanteil Deuterium. Das Lithium nimmt auch an den Kernreaktionen teil und produziert zusätzliche Energie. Der erste Versuch der USA mit einer derartigen „trockenen“ Bombe war der Test Castle Bravo am 28. Februar 1954 mit einer Sprengkraft von insgesamt 15 MT. Die UdSSR zündete bereits am 12. August 1953 in ihrem ersten Test eine transportable LiD-Konstruktion. Die in Frage kommenden Reaktionen des Deuteriums sind:
- {\displaystyle \mathrm {D+D\rightarrow \,^{3}He\,(0{,}8192\,MeV)+n\,(2{,}4497\,MeV)} }
- {\displaystyle \mathrm {D+D\rightarrow T+p+4{,}0327\,MeV} }

Das entstandene Tritium kann in einer weiteren Reaktion schnelle Neutronen erzeugen:
- {\displaystyle \mathrm {D+T\rightarrow \,^{4}He\,(3{,}518\,MeV)+n\,(14{,}07\,MeV)} }

Jetter's cycle

Schließlich kann auch das entstandene 3Helium weiter reagieren:
- {\displaystyle \mathrm {\,^{3}He+D\rightarrow \,^{4}He+p+18{,}353\,MeV} }

Die in obigen Reaktionen produzierten Neutronen können mit dem Lithium reagieren:
- {\displaystyle \mathrm {\,^{6}Li+n\rightarrow T+\,^{4}He+4{,}7829\,MeV} }
- {\displaystyle \mathrm {\,^{7}Li+n\rightarrow T+\,^{4}He+n-2{,}4670\,MeV} }

Daneben finden noch weitere Kernreaktionen statt, die aber vergleichsweise wenig zur Gesamtreaktion beitragen. Für thermonukleare Waffen können beide Lithiumisotope, 6Li und 7Li, verwendet werden. Die Summenreaktionen mit Deuterium lauten:
- {\displaystyle \mathrm {\,^{6}Li+D\rightarrow 2\,^{4}He+22{,}4\,MeV} }
- {\displaystyle \mathrm {\,^{7}Li+D\rightarrow 2\,^{4}He+n+15{,}1\,MeV} }

Werden in einer dreistufigen Wasserstoffbombe für die Spaltung in einem 238U-Mantel viele (langsamere) Neutronen benötigt, ist 7Li günstiger. Für eine höhere Energieausbeute ist dagegen 6Li vorteilhaft. Natürliches Lithium besteht aus 92,5 %  7Li und 7,5 % 6Li. An 6Li angereichertes Lithium wird durch Isotopentrennungs-Verfahren gewonnen.
Insgesamt bleibt von den Reaktionen 4He übrig, nicht reagiertes Deuterium und viele Neutronen. Das reaktionsfreudige Tritium wird in den Reaktionen fast vollständig aufgebraucht. Pro Megatonne Sprengkraft müssen rechnerisch – bei Verwendung von reinem 6Li und unter der Annahme, dass jedes Atom reagiert – 15,6 kg Lithiumdeuterid reagieren. Da in der Praxis nur etwa die Hälfte des Materials ausgenutzt wird, sind 36 kg nötig.

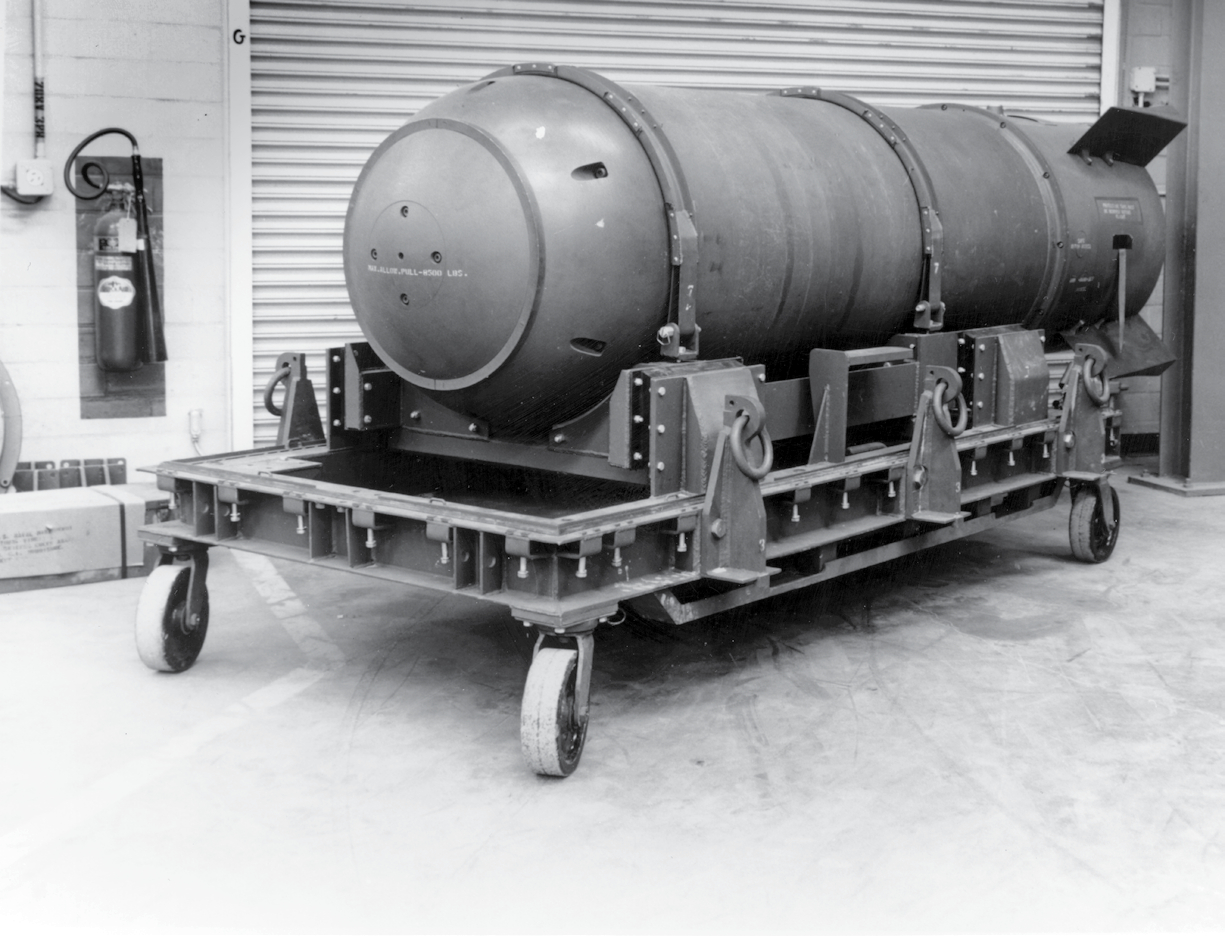
Mark 15 – die erste transportable Wasserstoffbombe der USA

Da die Wasserstofffusion beim Teller-Ulam-Design durch hohen Druck und hohe Temperatur ausgelöst wird und nicht – wie bei dem älteren Sloika-Design – zunächst Neutronenbeschuss aus der Fissionsstufe nötig ist, wird dieser Atombombentyp als thermonukleare Bombe bezeichnet.
Kernwaffen nach dem Teller-Ulam-Design werden euphemistisch als saubere Atombomben bezeichnet, weil sie einen hohen Anteil ihrer Sprengkraft aus der Kernfusion beziehen. Die Kernfusion, also die zweite Stufe, erzeugt im Vergleich zur Kernspaltung viel weniger und kurzlebigere Radioaktivität, nämlich nur Tritium (siehe Formeln oben). Es verbleiben allerdings die Spaltprodukte der ersten Stufe, der zur Zündung der Fusion verwendeten Fissionsbombe, sowie die durch Neutroneneinfang in radioaktive Isotope übergeführten Umgebungsmaterialien, die zusammen den Fallout bilden. „Sauber“ ist die Bombe nur im Vergleich mit einer reinen Kernspaltungsbombe gleicher Sprengwirkung.

### Dreistufige Wasserstoffbombe
Das Verhältnis der Sprengkräfte der ersten zur zweiten Stufe ist auf maximal etwa 1:200 begrenzt, üblich ist ein Verhältnis 1:20 bis 1:50. Da Fissionsbomben als erste Stufen auf mehrere hundert kT begrenzt sind, ergibt sich eine maximale Sprengkraft der zweiten Stufe von bis zu etwa 100 MT, üblicherweise aber höchstens von etwa 10 bis 25 MT. Es gibt mehrere Möglichkeiten, die Sprengkraft einer thermonuklearen Bombe darüber hinaus zu erhöhen:
- Möglich wäre es, die Masse der zweiten bzw. dritten Stufe auf Kosten der Effizienz und Zündfähigkeit dieser Stufe zu erhöhen. Dies könnte durch eine kegelförmige Implosionsanordnung dieser Stufe und eine linienförmige Zündübertragung erreicht werden. Das Prinzip wurde nicht angewandt, findet sich aber entfernt beim „Spark Plug“ der zweiten Stufe wieder.
- Theoretisch könnte eine geometrische Anordnung aus mehreren Zünderbomben eine große zweite und dritte Stufe zünden. Eine der ersten Wasserstoffbomben hatte vermutlich eine solche Konfiguration, die Effizienz der zweiten Stufe war durch die „Unwucht“ der Zünder vergleichsweise gering. Die Probleme und der Aufwand einer solchen Anordnung überwiegen.
- Eine weitere Teller-Ulam-Stufe könnte zu einer vorhandenen hinzufügt werden, das heißt, die durch die erste Fusionsstufe freigesetzte Energie wird verwendet, um den nächsten, noch größeren Sprengsatz (die dritte Stufe) zu zünden. Die dritte Stufe kann bei einer erweiterten Teller-Ulam-Konfiguration ebenso wie die zweite Stufe aus einer Fusions- oder Fissionsstufe bestehen.
- Der umgebende Metallzylinder kann aus Uran 238U gefertigt werden, einem Abfallprodukt der Uran-Anreicherung. Dieses Uran wird durch die schnellen Neutronen (14 MeV) des Fusionssprengsatzes gespalten und liefert, auch auf Grund seiner Menge, einen großen Anteil der Gesamtenergie. In einer einfachen Atombombe kommen wenige Kilogramm Uran oder Plutonium zur Kernspaltung. In einer sogenannten „tertiären Wasserstoffbombe“ können es mehrere Tonnen Uran sein. Es handelt sich also um drei Stufen: der Fissionssprengsatz zum Zünden des Fusionssatzes, der wiederum die Neutronen für die Fission des Urans in der dritten Stufe produziert. Das Design wird deshalb auch als Fission-Fusion-Fission-Design oder „Drei-Phasen-Bombe“ (FFF-Bombe) bezeichnet. Die Spaltprodukte des Urans in der dritten Stufe sind bei einer solchen Bombe für einen Großteil der radioaktiven Kontamination verantwortlich, es handelt sich um eine außergewöhnlich schmutzige Bombe. Nach diesem Prinzip wurde beispielsweise die US-amerikanische Testbombe „Redwing Tewa“ gebaut, die bei einer Gesamtsprengkraft von etwa 5 MT eine Sprengkraft von 4,35 MT aus Kernspaltung der ersten und dritten Stufe bezog (Test am 20. Juli 1956).

Für diese Konstruktionsprinzipien wird der Begriff „dreistufige Wasserstoffbombe“ oder „tertiäre Wasserstoffbombe“ verwendet, was leicht zu Verwechselungen führen kann. Die größte bislang gezündete Nuklearwaffe, die Zar-Bombe, hatte zwei Fusionssprengsätze und eine Sprengkraft von etwa 50 bis 60 Megatonnen TNT-Äquivalent. Auf eine 238U-Ummantelung wurde verzichtet, um den durch die Explosionskraft ohnehin gegebenen starken Fallout zu begrenzen. Mit Uran-Ummantelung als vierter Stufe hätte diese Bombe eine geschätzte Sprengkraft von mindestens 100 Megatonnen TNT gehabt, die Kontamination wäre verheerend ausgefallen. Die Mark 41 war die einzige dreistufige Wasserstoffbombe der USA. Sie war gleichzeitig die stärkste Kernwaffe im US-Arsenal.

## Hybride Atombomben
Hybride Atombomben beziehen einen Großteil ihrer Explosionsenergie aus der Kernspaltung, benötigen aber zum Verstärken der Kernspaltung einen Fusionsanteil. Für diesen Fusionsanteil gibt es verschiedene Bauweisen.

### Geboostete Spaltbomben

Fusion von Deuterium (^{2}H) und Tritium (^{3}H) zu einem Heliumkern

Um die Neutronenproduktion zu steigern, kann eine kleine Menge der Wasserstoff-Isotope Deuterium und Tritium als Fusionsbrennstoff im Zentrum der Hohlkugel aus Nuklearsprengstoff eingebracht werden; im Unterschied zur Neutronenbombe, bei welcher der Brennstoff außerhalb des Fissionssprengsatzes angeordnet ist. Typische Mengen an Deuterium-Tritium-Gemisch sind zwei bis drei Gramm. Die Kernspaltungs-Kettenreaktion bewirkt durch Druck und Hitze die Zündung der Kernfusion dieser Stoffe, wobei viele hochenergetische Neutronen erzeugt werden:
- {\displaystyle \mathrm {D+T\rightarrow \,^{4}He\,(3{,}5\,MeV)+n\,(14{,}1\,MeV)} }

Schematische Darstellung einer geboosteten Kernspaltungsbombe nach dem Implosionsdesign

Die Fusion des Deuteriums oder Tritiums liefert hierbei nur einen geringen Beitrag zur Energieproduktion, denn ein Gramm Tritium setzt weniger als 0,2 kT Sprengkraft frei. Allerdings wird durch die freiwerdenden Neutronen aus der Fusion ein größerer Anteil des Fissionsbrennstoffs gespalten und somit der Wirkungsgrad im Vergleich zu einer reinen Fissions-Explosion vervielfacht. Die Neutronen aus einem Gramm Tritium können 80 Gramm Plutonium spalten. Da die aus der Kernfusion freigesetzten Neutronen sehr schnell sind, werden bei der Spaltung des Plutoniums besonders viele schnelle Neutronen frei, die ihrerseits weitere Plutoniumkerne spalten. Insgesamt werden so durch ein Gramm Tritium etwa 450 Gramm Plutonium zusätzlich gespalten – im Vergleich zu einer baugleichen Fissionsbombe ohne Boosting – und sie setzen rund 7,5 kT zusätzliche Energie frei. Durch Boosting kann so die Sprengkraft von Fissionsbomben in etwa verdoppelt werden.
Technisch kann das Gemisch aus Tritium und Deuterium als komprimiertes Gas, bei tiefen Temperaturen als Flüssigkeit oder als chemische Verbindung vorliegen. Bei der ersten geboosteten Nuklearwaffe der USA Greenhouse Item (gezündet am 25. Mai 1951, Eniwetok-Atoll) wurde ein tiefgekühltes, flüssiges Gemisch aus Tritium und Deuterium verwendet, um die Sprengkraft einer Fissionsbombe von dem vorausgesagten Wert (20 kT) auf 45,5 kT mehr als zu verdoppeln. Um die technisch aufwendige Kühlung zu vermeiden, wird heute vermutlich die Kompression der Gase gewählt. Das Boosting macht die Lagerung von Nuklearwaffen schwieriger, da Tritium mit einer Halbwertszeit von 12,32 Jahren radioaktiv zerfällt. Deshalb muss es kontinuierlich in Kernreaktoren nachproduziert und in den Nuklearwaffen ausgewechselt werden. Trotz dieser Schwierigkeit werden heute die meisten Fissionsbomben geboostet. An einigen Waffentypen kann durch unterschiedlich viel Zugabe des Boosting-Materials die Sprengkraft eingestellt werden.

### Sloika-Design (Zwiebelschale)
Neben dem Teller-Ulam-Design kann eine Fusionsbombe bis zu etwa 700 kT Sprengkraft auch nach dem Sloika-Design gebaut werden. Hier wird ein Fissionssprengsatz von einer Lithiumdeuterid-Schicht umgeben, die wiederum von einer Uran-Schicht umgeben ist (Zwiebelschalenprinzip). Die äußere Uranschicht besteht im Gegensatz zum primären Fissionssprengsatz aus Natururan oder abgereichertem Uran, hat also einen hohen 238U-Anteil.
Das Zwiebelschalen-Konstruktionsprinzip („Sloika“ oder „Blätterteig“) liegt in der Konstruktion nahe bei der ursprünglichen, eine Atombombe nur umgebenden „Classical Super“. Es wirkt letztendlich wie eine Boosterbombe, bei der der zusätzliche Uranmantel ähnlich einer schmutzigen dritten Stufe wirkt. Je nach Dicke der zweiten und dritten Schicht „glühen“ diese Schichten zusammen und unterschiedlich effizient. Die vergleichsweise komplexe Konstruktion kann, ähnlich der amerikanischen „Super“, als russische Vorstufe oder Entwicklungsstufe zur Teller-Ulam-Konfiguration gesehen werden.
Beim Sloika-Design gibt es zwei unterschiedliche Varianten:

#### Variante I (dünner Mantel)
Nach Zünden des Fissionssprengsatzes werden in der Fissionsstufe Neutronen erzeugt, die in der Lithiumdeuterid-Schicht folgende Kernreaktion ergeben:
- {\displaystyle \mathrm {\,^{6}Li+n\rightarrow T+\,^{4}He+4{,}7829\,MeV} }

Das entstandene Tritium T reagiert mit dem Deuterium D in einer weiteren Reaktion:
- {\displaystyle \mathrm {D+T\rightarrow \,^{4}He\,(3{,}518\,MeV)+n\,(14{,}07\,MeV)} }

Im Ergebnis werden jeweils ein langsames Neutron, ein 6Lithium und ein Deuterium-Atom unter Abgabe von Energie zu zwei Heliumkernen und einem schnellen Neutron verwandelt. Die Gesamtreaktion verbraucht und produziert also jeweils ein Neutron. Da ein Teil der Neutronen nach außen entweicht, kann sich die Reaktion nicht von allein aufrechterhalten und erlischt nach kurzer Zeit. Für die anderen beim Teller-Ulam-Design beschriebenen Reaktionen sind Druck und Temperatur beim Sloika-Design zu gering. Allerdings können die entwichenen schnellen Neutronen die 238U Kerne in der äußeren Schicht spalten und dadurch wiederum Energie freisetzen. Atombomben dieser Bauweise wurden insbesondere von Großbritannien entwickelt und getestet, beispielsweise bei der Testexplosion „Grapple 2“ am 31. Mai 1957. Eine primäre Fissionsstufe mit einer Sprengkraft von 300 kT führte durch die zusätzlichen Schichten zu einer Explosion mit einer Gesamtstärke von 720 kT.

#### Variante II (dicker Mantel)
Werden die Fusions- und äußere Uranschicht vergleichsweise dick ausgeführt, setzt ein weiterer Mechanismus ein. Aus der Kernspaltung in der äußeren Uranschicht werden viele Neutronen zurück in die Fusionsschicht geschossen und erzeugen dort eine zweite Generation Tritium. Durch die Rückwirkung der 238U-Schicht in die Fusionsschicht entsteht ein kombiniertes Brennen beider Schichten. Da bei dieser Variante auch Neutronen aus der äußeren Uranschicht zum Beschuss der Lithiumdeuterid-Schicht beitragen, kann die erste Fissionstufe sehr viel kleiner ausgeführt werden. Diese Variante benötigt deshalb weniger Spaltmaterial 235U oder 239Pu in der ersten Stufe und ist dadurch preiswerter herzustellen. Dieses Design wurde in dem sowjetischen Atomtest „Joe-4“ am 12. August 1953 gewählt. Bei diesem Atomtest wurden durch die innere Fissionsstufe aus 235U 40 kT erzeugt, aus der Kernfusion der zweiten Schicht etwa 70 kT und aus der Kernspaltung in der dritten Schicht 290 kT.
Es handelt sich bei dieser Bauweise nicht um eine reine thermonukleare zweite Stufe, es findet kein eigenständiges Wasserstoffbrennen statt. Diese kombinierte Fissions-Fusions-Reaktion ähnelt dem zündenden „Spark Plug“ einer Teller-Ulam-Konfiguration: Die Kernspaltung des Urans der äußeren Schicht dient der Neutronenmultiplikation, die Fusion dient der Neutronenbeschleunigung. Es wird jedoch nicht ein individuelles Neutron beschleunigt, sondern im Verlauf des Fusionsprozesses wird ein langsames Neutron verbraucht und ein schnelles erzeugt. Die Neutronenbeschleunigung ist notwendig, weil 238U erst mit Neutronen mit einer Mindestenergie von 1,5 MeV spaltbar ist.

## Weitere Varianten
Neben den oben skizzierten Grundtypen existieren andere Varianten, die nur teilweise umgesetzt wurden:
- In allen zweistufigen Bomben kann die erste Stufe als geboostete Fissionsbombe ausgeführt werden, was heute allgemein angewandt wird.
- Die zweistufige Fissionsbombe hat einen ähnlichen Aufbau wie die Teller-Ulam-Wasserstoffbombe, statt des Wasserstoff-Sprengsatzes wird jedoch eine zweite Fissionsstufe nach dem Implosionsdesign verwendet. Diese zweite Stufe wird also nicht durch chemischen Sprengstoff implodiert, sondern durch die erste Stufe. Dieses Atombombendesign wurde militärisch vermutlich nie umgesetzt. Die Bauart wurde von Ulam für Atombomben großer Explosionsstärke entwickelt; erst nachträglich wurde erkannt, dass sich damit auch Wasserstoffbomben konstruieren lassen. Eine solche zweistufige Fissionsbombe wurde beim „Nectar“-Test (Operation Castle) am 13. Mai 1954 gezündet. Wie bei der ersten Stufe gelten die Bedingungen betreffend der kritischen Masse.
- In allen H-Bomben (teils auch Uran- bzw. Plutoniumbomben) mit äußerer Uranschicht kann diese auch mit 235U oder 239Pu ausgeführt werden. So war die US-amerikanische Testbombe „Cherokee“ (Operation Redwing) vom 20. Mai 1956 eine thermonukleare Bombe entsprechend dem Teller-Ulam-Design, jedoch wurde die Umhüllung des Lithiumdeuterids aus hochangereichertem Uran gefertigt.
- Ein zylindrisches Uran-Implosionsdesign erscheint möglich und wurde von amerikanischer Seite während der H-Bomben-Entwicklung kurz getestet.

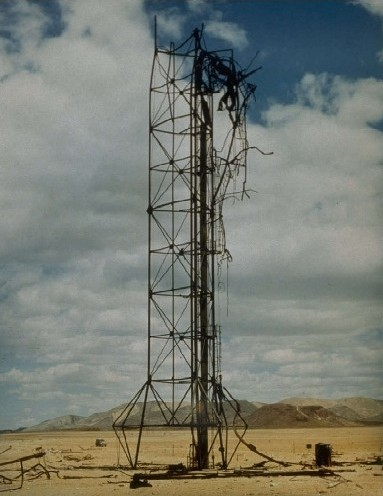
Der beschädigte Bombenturm vom Test Ruth

- Der beschädigte Bombenturm vom Test Ruth Moderierte Kernwaffen bestehen aus einer normalen Fissionsbombe, in der allerdings der Spaltstoff nicht aus angereichertem Uran oder Plutonium besteht, sondern aus einem Metallhydrid dieser Stoffe wie UH3. Der in dem Material enthaltene Wasserstoff wirkt auf die Neutronen als Moderator; er bremst sie ab und erhöht damit die Wahrscheinlichkeit, dass sie weitere Atome des Brennstoffs spalten. Dadurch sinkt die kritische Masse erheblich, bei Uran auf bis unter ein Kilogramm. Allerdings ist die Dichte des Spaltstoffs erheblich geringer, weshalb die Bombe ihre Kritikalität nach Einsetzen der Kettenreaktion sehr schnell verliert. Mehrere amerikanische Versuche mit dieser Bauweise waren Fehlschläge: In dem Test „Ruth“ (Operation Upshot-Knothole) am 31. März 1953 erreichte eine auf 1,5 bis 3 kT geschätzte Atombombe nur eine Sprengkraft von 0,2 kT und zerstörte nicht einmal den 100 m hohen Mast, auf dem sie montiert war. Ähnlich verlief der Versuch „Ray“ am 11. April 1953, in dem ebenfalls Uranhydrid verwendet wurde, jedoch gemeinsam mit Deuterium.

## Kernwaffen mit spezieller Wirkung

### Neutronenwaffe

Schematische Darstellung einer Neutronenbombe

Eine Neutronenwaffe (enhanced radiation weapon) ist eine Wasserstoffbombe mit Deuterium-Tritium-Brennstoff, deren Bauweise im Wesentlichen dem Teller-Ulam-Design ähnelt. Die Bauart der Waffe ist auf eine maximale Neutronenausstrahlung und einen vergleichsweise geringen Fallout optimiert. Der Amerikaner Samuel T. Cohen entwickelte diese Waffe bereits 1958 und setzte sich massiv für deren Herstellung ein. Damit konnte er sich erst 1981 unter Präsident Ronald Reagan durchsetzen. Insgesamt 700 Neutronensprengköpfe wurden gebaut. Im Juni 1980 stellte auch der französische Staatspräsident Giscard d’Estaing die Entwicklung einer Neutronenbombe durch Frankreich in Aussicht, am 21. Juni wurde die erste Waffe auf dem Mururoa-Atoll getestet. 1988 testete die Volksrepublik China ihre erste Neutronenwaffe mit 1–5 kT Sprengkraft. Die US-amerikanischen Neutronenbomben wurden 1992 bis 2003 unter den Regierungen von George H. W. Bush, Bill Clinton und George W. Bush demontiert. Auch Frankreich demontierte seine Neutronenbomben nach Ende des Kalten Krieges.
Neutronenwaffen werden meist mit einem sehr kleinen primären Fissionssprengsatz gebaut. Beispielsweise hatte der amerikanische Sprengkopf Mk79 eine Sprengkraft von 1 kT, wobei 0,25 kT durch Kernspaltung von Plutonium und 0,75 kT durch Kernfusion freigesetzt wurden. Eine solche Bombe ist auch vergleichsweise klein. Der Sprengkopf enthält nur etwa 10 kg Spaltmaterial und wenige Gramm Deuterium-Tritium-Gas.
Im Gegensatz zu einer geboosteten Atombombe befindet sich das Deuterium-Tritium-Gas nicht innerhalb der Kernspaltungsanordnung, sondern außerhalb. Dadurch treffen die von der Kernfusion ausgehenden Neutronen nur zu einem kleinen Teil das Spaltmaterial und können zu einem größeren Teil ungehindert entweichen. Um möglichst wenig Neutronenstrahlung zu absorbieren, wird als Umhüllung des Fusionssprengstoffs kein Uran verwendet, sondern Wolfram. Auch andere Bauteile werden bevorzugt aus Materialien gefertigt, die schnelle Neutronen wenig absorbieren, wie Chrom oder Nickel. Auch sekundäre Neutronenquellen können Verwendung finden.
Da aus der Kernfusion im Vergleich zur Kernspaltung besonders viele Neutronen frei werden, kann durch diese Anordnung eine Bombe gebaut werden, die bei vorgegebener Sprengkraft sehr viel mehr Neutronen freisetzt als eine normale Fusionsbombe – daher der Name. Technisch würde das Deuterium-Tritium-Gas unter hohem Druck in einer kleinen Kapsel aufbewahrt – mit wenigen Zentimetern Durchmesser. Das Gas muss aufgrund der Hochdrucklagerung nicht tiefgekühlt werden.
In der Literatur werden verschiedene, darunter einige mögliche (und einige vermutlich unmögliche) Bauformen für Neutronenwaffen diskutiert. Die real verwendete Bauform von Neutronenbomben ist weiter geheim.
Die Neutronenwaffe gilt als taktische Waffe, die Menschen und andere Lebewesen durch Strahlung töten, aber Gebäude weitgehend intakt lassen soll. Die höhere Tödlichkeit bei geringeren strukturellen Schäden ist aber nur relativ zu anderen Kernwaffen zu verstehen. So werden auch bei einer Neutronenbombe noch rund 30 Prozent der Energie als Druckwelle und weitere 20 Prozent als thermische Strahlung abgegeben (bei Atomwaffen herkömmlicher Bauart liegen diese Werte bei etwa 50 Prozent und 35 Prozent). Eine Neutronenwaffe wäre etwa mit der Sprengkraft der Bombe von Hiroshima oder Nagasaki denkbar, allerdings mit weit erhöhten Strahlungsdosen. Die biologische Wirkung von starker Neutronenstrahlung ist weiterhin kaum erforscht.
Bei den taktischen Neutronenwaffen mit für gewöhnlich geringer Sprengkraft ist davon auszugehen, dass im Bereich der tödlichen Strahlung die meisten zivilen (nicht verstärkten) Gebäude zerstört werden. Die Effektivität größerer Neutronenwaffen ist umstritten, da die Neutronenstrahlung (vor allem in feuchtem Klima) durch den in der Luft enthaltenen Wasserdampf stark gedämpft wird.
Eine andere Anwendung der Neutronenwaffen war die Raketenabwehr (Anti-Ballistic Missile). Die Sprint-Rakete war mit einer Neutronenwaffe vom Typ W66 ausgestattet und sollte anfliegende nukleare Sprengköpfe in der Atmosphäre zerstören. Das Prinzip dahinter war, dass der hierdurch erzeugte Neutronenfluss das Spaltmaterial im Ziel-Sprengkopf seinerseits rapide aufheizen und dadurch bis zur Unbrauchbarkeit verformen sollte, um so eine Zündung zu verhindern.
Zu den taktischen und politischen Aspekten von Neutronenbomben siehe auch Kernwaffe. Zu einem Stationierungsort in Deutschland in den 1980er Jahren siehe Sondermunitionslager Gießen.

### Kobaltbombe
Eine Kobaltbombe ist eine Form der salted bomb (englisch für „gesalzene Bombe“). Dabei werden große Mengen eines stabilen Isotops (in diesem Fall 59Co) im Mantel einer Fissions- oder Fusionsbombe verbaut. Durch die bei der Explosion freigesetzten Neutronen wird das 59Co in das radioaktive 60Co umgewandelt. Dieses hat eine Halbwertszeit von 5,26 Jahren; seine Radioaktivität nimmt demgemäß im Lauf von 50 Jahren auf etwa ein Tausendstel des anfänglichen Wertes ab. 60Co emittiert pro Kernzerfall zwei Gammaquanten hoher Durchdringungsfähigkeit. So soll ein Gebiet möglichst stark und längerfristig radioaktiv kontaminiert werden, um menschliches Überleben außerhalb von Bunkern auszuschließen. Es ist nicht bekannt, ob je eine solche Bombe gebaut wurde.

### Schmutzige Bomben
Die Bezeichnung „schmutzige Bombe“ (engl. dirty bomb) oder „radiologische Bombe“ bezieht sich auf Waffen, deren Wirkung darauf beruhen soll, radioaktives Material mittels konventioneller Sprengstoffe am Angriffsziel zu verteilen, um die Umgebung zu kontaminieren, ohne dass eine Kernreaktion stattfindet. Diese Waffen haben entweder nicht genügend spaltbares Material für die kritische Masse, keinen geeigneten Zündmechanismus, oder nutzen leichter zu beschaffende radioaktive Isotope, die für Kernreaktionen prinzipiell ungeeignet sind.
Eine „schmutzige“ Bombe mit Plutoniumfüllung wäre theoretisch in der Lage, ein Zielgebiet aufgrund der Kontamination für lange Zeit unbewohnbar zu machen. Sie wäre ggf. für Terroristen interessant, die zwar Plutonium beschaffen könnten, jedoch nur in einer Menge unterhalb der kritischen Masse, oder aus technischen Gründen nicht in der Lage wären, den komplexen Zündmechanismus zu bauen.
Jedoch ist strittig, ob plutoniumbasierte dirty bombs in der Praxis wirklich effektiv wären, da die Aktivität von 239Plutonium auf Grund der langen Halbwertszeit (etwa 24.000 Jahre) gering ist; kurzlebige Isotope wie 137Cäsium oder 192Iridium weisen bei gleicher Menge eine deutlich größere Aktivität auf.
Der Begriff „schmutzige Bombe“ wurde früher auch für Kobaltbomben, Bomben mit „schmutziger“ zweiter oder dritter Stufe sowie für in Bodennähe gezündete Bomben verwendet.